# Public Broadcasting Service
Der Public Broadcasting Service (PBS) ist eine nicht kommerzielle TV-Senderkette (Network) in den USA. PBS wurde am 3. November 1969 als Nachfolger des National Education Television (NET) gegründet, das zum Sendestart von PBS am 5. Oktober 1970 seinen Betrieb einstellte. Eigentümer des PBS sind die 348 nicht kommerziellen Lokalsender.

## Struktur
Das Pendant zum PBS im Hörfunk ist das National Public Radio (NPR).
PBS und NPR gelten als das amerikanische Gegenstück zu den öffentlich-rechtlichen Sendern in Europa. Dennoch wird PBS hauptsächlich durch Spenden finanziert, wobei auch staatliche Zuschüsse, wenn auch unter starker Kritik, gewährt werden. Die Bundesmittel erhält PBS über die vom Kongress der Vereinigten Staaten gegründete Stiftung Corporation for Public Broadcasting (CPB), die 2012 rund 445 Millionen US-Dollar an verschiedene Institutionen verteilte.
Im Oktober 2012 machte Präsidentschaftskandidat Mitt Romney im ersten TV-Duell mit Barack Obama (dieses wurde von PBS veranstaltet) die Finanzierung von PBS zu einem Thema nationaler Aufmerksamkeit. Er wiederholte dort seine bei früherer Gelegenheit bereits gemachte Ankündigung, die staatlichen Zuschüsse für die CPB streichen zu wollen.
Am 9. August 2025 kündigte US-Präsident Donald Trump an, die steuergeldbasierten staatlichen Zuschüsse zu PBS zum 31. Januar 2026 ersatzlos zu streichen.

## Produktionen
Es werden unter anderem Barney und seine Freunde, Dragon Tales, Caillou, Sesamstraße, Deutsche Welle Nachrichten, BBC World News, Charlie Rose und Economics U$A gezeigt. Besonders populär sind die Dokumentarfilmserien P.O.V. (Point of View) und Frontline sowie reichweitenstarke Dokumentationen wie America‘s Great Divide, Trump‘s Trade War oder Boeing‘s Fatal Flaw.